# Parti de la gauche démocratique (Équateur)
Pour les articles homonymes, voir Gauche démocratique.
Le Parti de la gauche démocratique (en espagnol : Partido Izquierda Democrática, abrégé en ID) est un parti politique équatorien, membre de l'Internationale socialiste et de la COPPPAL.
Le parti se réclame de la social-démocratie et est d'orientation centriste. Très marginal dans la vie politique équatorienne depuis les années 1990, il réalise une percée inattendue lors de l'élection présidentielle de 2021, son candidat, le chef d'entreprise Xavier Hervas, obtenant 15 % des voix. Le parti obtient également 18 sièges de députés lors des élections législatives. 
Il se montre centriste sur les questions économiques et relativement progressiste sur les questions sociétales, proposant de dépénaliser l’avortement en cas de viol.
Xavier Hervas quitte le parti en 2022 et ne recueille que 0,49 % des voix lors de l'élection présidentielle anticipée de 2023. Le parti ne présente pas de liste nationale lors des élections législatives concomitantes et perd toute représentation à l'Assemblée nationale.